# 名古屋おもてなし武将隊 戦国音絵巻
『名古屋おもてなし武将隊® 戦国音絵巻』（なごやおもてなしぶしょうたい せんごくおとえまき）は、CBCラジオで放送されているラジオ番組。2014年3月31日から2022年3月21日まで8年間放送された。

## 概要
2012年秋以降『0時のつぶやき』『CBCラジオ虎の穴』に続き、名古屋おもてなし武将隊にとって3本目となるラジオ番組。
毎週月曜日21時から放送。通常は武将2名と足軽1名の3名の出演による生放送だが、毎年3月には舞台公演のため、録音による放送となる場合がある。2017年9月まではナイターイン期編成は毎週月曜日21時からの1時間番組、ナイターオフ期編成では月～木曜日に30～45分間の帯番組として放送された。

## 放送時間
2019年4月以降は毎週月曜21時からの1時間放送となっている。かつての放送時間は以下の通り。
ナイターイン期
- 2014年3月31日 - 2014年9月22日
- 2015年3月30日 - 2015年9月21日
- 2016年3月28日 - 2016年9月19日
- 2017年3月27日 - 2017年9月25日
- 2018年4月2日 -
- 2019年4月8日 - 
  - 毎週月曜日 21:00 - 22:00

ナイターオフ期
- 2014年9月30日 - 2015年3月27日
  - 毎週火曜日 - 金曜日 20:50 - 21:30
- 2015年9月28日 - 2016年3月25日
  - 毎週月曜日 - 金曜日 21:00 - 21:30
- 2016年9月26日 - 2017年3月20日
  - 毎週月曜日 - 木曜日 21:00 - 21:45
- 2017年9月25日 - 2018年3月29日
  - 毎週月曜日 - 木曜日 21:00 - 21:45

## 番組の特色
ラジオリスナーを「えまきー」、メッセージを「矢文」、スタッフを「軍師」、メインパーソナリティを「絵巻奉行」に言い換えるなど、武将たちのキャラクター設定に合わせた言葉遣いが用いられている。2014年7月以降は通常のメール以外にLINE (アプリケーション)を利用したメッセージ募集やアンケートが行われている。また、野球中継により、本放送が休止となった場合、Ustreamによる動画配信を行うことが多い。

## 現在のコーナー構成
2016年のナイターイン期は「武士語変換」「週刊！戦国年表」を核に、出演武将と陣笠による日替わり企画が放送された。ナイターオフ期は「武士語変換」、曜日ごとの企画、さらに日替わり企画の3部構成となっている。途中21時25分頃に中日新聞ニュース・天気予報が内包されている。
- 『武士語変換』

放送開始時より続く唯一のコーナー。リスナーから寄せられた現代語を武士語に言い換える企画。ナイターオフ期では同じ現代語を変換して競う曜日対抗戦に変更され、木曜日の放送中、MBG（M＝最もよかった B＝武士　G＝語）がLINEアンケートで決定される。
- 『週刊！戦国年表』

2016年4月11日から開始。放送週に戦国時代で起こった出来事を出演武将が振り返るコーナー。
- 『Ｂ級ニュース斬り！』

火曜企画。1週間に起こったB級ニュースについて武将が語るコーナー。
- 『戦国比べ』

水曜企画。現代のあらゆる物事からお題を決め、戦国時代ではどのように行なっていたのかを武将や陣笠が振り返りながら比較する。
- 『武将問（ぶしょうとい）』

木曜企画。武将の疑問にリスナーから回答を得るコーナー。

## 2015年度までの構成
2014年ナイターイン期編成では、豊臣秀吉（2代目）がメインパーソナリティを担当、他の武将と足軽（陣笠隊）が1名ずつの計3名が出演、「武士語変換」「太閤さんの恋愛相談」「太閤御触書」の3コーナー、および不定期コーナー「座右の銘」（アーティストへのインタビュー）を中心に展開していた。
。
当初は『CBCラジオ虎の穴』を引き継ぐ形で「トークの達人のコーナー」を放送していたが、5月放送分より廃止された。
また『CBCラジオ虎の穴』では後続番組として独立していた中日新聞ニュース・天気予報が内包された。
2014年オフ期以降は出演武将と陣笠が日替わりに変更されている。
番組中に出演者が言い間違いをした場合など、「処す」「見逃す」「さーびす」「まっくす」「でらっくす」といった織田信長（2代目）の声が挿入された。1回の放送中「処す」が10回発せられた武将および足軽には「干す」の声とともにスタジオから排除されるルールがあり、2014年8月25日の放送ではメインパーソナリティの2代目秀吉が強制退場させられる事態となった。

### 2014年度までのレギュラー企画
- 『本日の武士語録』

出演武将が遺した、歴史上の名言を紹介するコーナー。

### 2015年度までの主な日替わり企画
- 『信長の戦国音選び』

織田信長（2代目）が戦国時代の出来事や人物に対して、現世の楽曲を選んでいく企画。
- 『織田信長の処す（しよす）会議』

処す（捨てる）べきかどうか悩んでしまうものについて、織田信長（2代目）が処すか処さないかを判断していく企画。
- 『家康の妄想三分料理講座』

徳川家康が料理の作り方を語り、その料理名を当てさせるクイズ企画。
テーマ曲は冨田勲作曲「きょうの料理」
- 『太閤さんの恋愛相談』

豊臣秀吉（2代目）がリスナーから寄せられた恋の悩みに答えるコーナー。秀吉が3代目となっても引き継がれた。
- 『豊臣秀吉の猿芝居』

「猿」と呼ばれた豊臣秀吉（2代目）が、下手な芝居を指す「猿芝居」の汚名をそそぐべく芝居をする企画。2014年11月28日放送の初回では3枚のせんべいを食べ、わさびの入っていたものが何番目にあったかをリスナーに当てさせた。
テーマ曲は坂田おさむ・神崎ゆう子「アイアイ」
- 『横やり！一番槍！』

「槍の又左」の異名を持つ前田利家（初代）が投稿に対し矢継ぎ早に突っ込みを入れる企画。同じ槍の使い手である加藤清正（初代）との共演で『串刺し！二本槍！！』となる場合もある。
テーマ曲はバブルガム・ブラザーズ「WON'T BE LONG」
- 『その時、利家は動いていた？！』

誰もが知っている歴史上の出来事が起こっているとき、前田利家がいったい何をしていたかを伝える企画。元ネタは『その時歴史が動いた』。利家だけでなく、パーソナリティ全員がその時何をしていたかを披露する。
テーマ曲は谷川賢作作曲「『その時歴史が動いた』オリジナルサウンドトラックより『黎明』」
- 『加藤清正のお屋敷探訪』

加藤清正（初代）が声だけで名古屋近辺のある場所を紹介し、その地に行ったような気分にさせる企画。元ネタは『渡辺篤史の建もの探訪』。イン期から存在したコーナーだが、あまりにシュールな内容のため、改編を機に存続を問うアンケートが行われた。
テーマ曲は小田和正「between the word & the heart –言葉と心–」
- 『悩みを一突き！加藤清正の虎ぶる成敗』

虎退治を得意とする清正（初代）が、現代にあふれる様々なトラブルを一言で解決してしまう企画。『CBCラジオ虎の穴』時代に一度だけ行ったコーナーを復活させた。
テーマ曲は速水けんたろう・茂森あゆみ「だんご3兄弟」
- 『前田慶次の戦国絵描き歌』

前田慶次（2代目）が、ある人物を即興で絵描き歌にする企画。
- 『前田慶次の傾（かぶ）これ！』

「傾奇者」前田慶次（2代目）が、名古屋おもてなし武将隊の服装拝見（ファッションチェック）をしていく企画。
- 『亀吉の魚介ウオッチ』

陣笠隊 亀吉が深海の世界を案内し、遭遇する深海生物の薀蓄を語る企画。
テーマ曲はキング・クリームソーダ「ゲラゲラポーのうた」
- 『元気に読み上げ絵巻』

陣笠隊 元気！がリスナーから寄せられたフレーズをひたすら元気に読み上げていく企画。
- 『陣笠隊 元気！のこれってなあに？』

名前は聞いたことがあるけれど意味が分からないものを、陣笠隊 元気！が出演武将に直接聞くという企画。
- 『踊舞の〇〇[14]』

陣笠隊 踊舞がリスナーや出演武将からリクエストされたお題をアドリブで遂行していく企画。
- 『踊舞の部屋』

陣笠隊 踊舞が他の出演武将をコーナーゲストとして招き話を振りつつ、ゲストを制して自分がすべて喋るという企画。『徹子の部屋』のパロディ。
テーマ曲はいずみたく作曲「徹子の部屋のテーマ」
- 『なつの何でも番付！』

陣笠隊 なつが「やさしい武将様ベスト3」など何でも番付する企画。
テーマ曲は石川優子とチャゲ「ふたりの愛ランド」

### 終了コーナー・単発企画
- 『太閤御触書』

2014年のナイターイン期のレギュラーコーナー。刀狩や太閤検地など独自の政策を打ち出してきた秀吉が、リスナーのリクエストに応えて新たな決まり事を決めていく企画。秀吉（2代目）は2014年11月20日の放送内でコーナー終了を否定している。
- 肝試し

2014年8月の企画として、利家（初代）と清正（初代）らが放送中に中部日本放送社屋内のレコード室までCDを取りに行った。
- 『不離威騎！の曲ふりいい気』

名古屋おもてなし武将隊が2014年10月29日にリリースしたミニアルバム『不離威騎！』表題曲のイントロに収まる前口上を曜日対決で決める企画で、発売前週にあたる10月21日から24日のみ行われた。

## 関連商品
- 『名古屋おもてなし武将隊 戦国音絵巻　さんとら第壱集』

2016年8月に発売された番組初のCDアルバム。発売時点のメンバーが出演したアーカイブ音声と、武将ごとに用意された楽曲で構成。

## その他
- 2015年から毎年元日には、全メンバー出演で特別番組『戦国干支絵巻』が放送されている。

- 2014年10月28日から30日までの3日間、プロ野球日本選手権シリーズ中継が延長のため放送中止となり、代わりにCBCラジオ公式チャンネルでUstream配信が行われた。この3日間はミニアルバム『不離威騎！』発売を挟んでおり、表題曲『不離威騎！』のミュージックビデオ映像も配信された[19]。

- TBSラジオ『爆笑問題の日曜サンデー』の企画「全日本ラジオ新番組選手権2014」で当番組がエントリーされたのをきっかけに、2014年9月7日に秀吉と家康が[20]、10月26日には秀吉、清正、踊舞が[21]上京し、『日曜サンデー』へゲスト出演している。